# Economia de Hong Kong
Com um território de apenas 1104 quilômetros quadrados e uma população de mais de cerca de 6 milhões de habitantes, a então Reg. Admin. Especial de Hong Kong da China, desde 1 de julho de 1997 a ex-colônia britanica de Hong Kong é um dos maiores centros financeiros do mundo.
O território é o 11º no ranking de competitividade do Fórum Econômico Mundial e em resposta a movimentos sociais de esquerda, o governo chinês retirou a autonomia da cidade e implantou em 2020 os direitos trabalhistas vigentes no resto do país.

## Economia
Diversos fatores contribuíram para que essa condição fosse alcançada. Entre elas:
- A localização geográfica, pois o território fica a meio caminho entre Japão, Coreia do Sul e Singapura, o que o situa na principal rota marítima e área da porção oeste do pacifico;
- O fato de Hong Kong ser o maior porto de entrada da China, que dele se serve para receber investimentos e mercadorias em geral.
- A grande autonomia capitalista, pois tem um sistema político e uma economia capitalista diferente da China, no sentido de um país, dois sistemas.

A renda per capita de Hong Kong é superior a 25000 dólares, o PIB do território ultrapassa 170 bilhões de dólares. E está na 30ª maior economia do mundo, segundo o Banco Mundial.Tem a economia mais ausente de bloqueios alfandegários do mundo. E é umas das cidades mais desenvolvidas do sudeste asiático, juntamente com Singapura e Taipei, no Taiwan.

## Crise Asiática
Durante a crise asiática de 1997, a Bolsa de Hong Kong sofre a maior quebra de sempre, perdendo o índice Hang Seng cerca de 1/4 do seu valor do dia 20 a 23 de Outubro de 1997 . Ataques de investidores contra o dólar de Hong Kong levaram o governo local a jogar os juros para o espaço de modo a preservar o modelo de câmbio fixo adotado desde 1983. Para cada dólar americano ou iene japonês vendido em Hong Kong, o governo se compromete a depositar a mesma quantia em moeda local. Foi o que aconteceu. Para defender a moeda de maneira a não afugentar os investidores estrangeiros, o governo local puxou os juros para cima. As taxas de um dia para o outro subiram de 6% para mais de 300%. As aplicações de 90 dias quadruplicaram.